# Chanfloden (Henan)
Se även Chanfloden (Shaanxi)
Chanfloden eller Chan He (瀍河; Chán Hé) är ett vattendrag i Henan i Kina. Chanfloden är en biflod till Luofloden och sammanflyter i centrala Luoyang.